# Духанин, Ефим Иванович
Ефим Иванович Духа́нин (1905—1976) — машинист врубовой машины шахты «Имени ОГПУ» комбината «Ростовуголь».

## Биография
Родился 3 января 1905 года в селе Архангельское (ныне Аннинский район, Воронежская область).
В 1921 году приехал на Несветайские рудники (ныне — Новошахтинск). Шахтерская биография начиналась с работы дверовым, коногоном, саночником. Когда на шахту № 2 прибыла первая врубовая машина, стал работать помощником врубмашиниста, а затем врубмашинистом.
В 1930 году была введена в эксплуатацию одна из крупнейших в те годы шахта имени ОГПУ (будущая имени Ленина). Духанин перешел работать на новую шахту, и здесь во всю ширь развернулись творческие способности рабочего-новатора. Он одним из первых последовал примеру А. Г. Стаханова и добился высокой производительности труда. 12 сентября 1935 года он за 7 часов работы зарубил лаву длиной 120 м, что составило более пяти сменных норм. К своей работе подошел творчески: по предложенному им чертежу в механическом цехе изготовили «бар» — режущую часть врубовой машины, с помощью которого он добился рекордной выработки.
К концу второй пятилетки Духанин добывал до 5 тысяч тонн угля в месяц (при первоначальной производительности 2,5-3 тысяч тонн), а в третьей достиг рубежа 6 тысяч тонн. Его высшим довоенным достижением была добыча 12 тысяч тонн угля в месяц. На базе бригады Е. И. Духанина была создана стахановская школа.
Участник Великой Отечественной войны. Воевал на Южном, Ленинградском, Прибалтийском фронтах. Летом 1945 года был демобилизован. Вернулся на родную шахту и с энтузиазмом принялся за восстановление. В 1947 году на страницах областной газеты «Молот» вызвал шахтеров на социалистическое соревнование за достижение довоенного уровня производительности труда. Его бригада за неделю выполнила месячную норму, а на шахтах шахтоуправления перешли на довоенный уровень добычи угля.
Испытывал и внедрял новую технику и одним из первых добивался её эффективного использования. Проводил испытание и внедрение машин: врубовой МВ-60 и врубово-погрузочной ВПМ-1. Довел производительность своей машины до 14 тысяч тонн в месяц, добывал уголь в счет 10-й годовой нормы. Со временем за месяц он стал добывать почти 20 тысяч тонн угля. В 50-е годы Духанин вновь выступил зачинателем социалистического соревнования машинистов врубово-погрузочных машин.
Избирался депутатом ВС СССР 3—4 созывов (1950—1958). Много сделал для улучшения работы транспорта, для строительства жилья и школ в шахтерских поселках. В 1973 году обком КПСС, облисполком, облсовпроф и обком ВЛКСМ учредили переходящий приз имени Героя Социалистического Труда Ефима Ивановича Духанина для победителя областного социалистического соревнования среди коллективов добычных бригад.
Жил на хуторе Апаринский Усть-Донецкого района Ростовской области.
Скончался 27 августа 1976 года.

## Память
Одна из улиц города Новошахтинска названа его именем.

## Награды и премии
- Герой Социалистического Труда (28 августа 1948 года) — за выдающиеся успехи в деле увеличения добычи угля, восстановления и строительства угольных шахт и внедрение передовых методов работы, обеспечивающих значительный рост производительности труда
- три ордена Ленина
- орден Трудового Красного Знамени
- медали
- знак «Шахтёрская слава» I степени.
- Сталинская премия третьей степени (1951) — за коренные усовершенствования методов добычи угля на шахтах и организацию работ в лавах по графику 1 цикл в сутки